# België op de Paralympische Zomerspelen 1964
België nam deel aan de Paralympische Zomerspelen 1964 in Tokio, Japan. 

## Medailleoverzicht
| Sport        | Olympiër          | Discipline               | Medaille |
| ------------ | ----------------- | ------------------------ | -------- |
| Tafeltennis  | Yvette Alloo      | Individueel Klasse C (v) | Zilver   |
|              |                   |                          |          |
| Boogschieten | Raymond Schelfaut | Albion Ronde open (m)    | Brons    |
| Dartchery    | Schelfaut         | Paren klasse open (g)    | Brons    |

## Deelnemers en resultaten
(m) = mannen, (v) = vrouwen,  (g) = gemengd

### Boogschieten
| Paralympiër | Onderdeel             | Resultaat | Prestatie |
| ----------- | --------------------- | --------- | --------- |
| Schelfaut   | Albion Ronde open (m) | Brons     | 762 pt    |

### Dartchery
| Paralympiër       | Onderdeel             | Resultaat | Prestatie |
| ----------------- | --------------------- | --------- | --------- |
| Raymond Schelfaut | Paren klasse open (g) | Brons     |           |
| Raymond Schelfaut |                       | 4e        |           |

### Tafeltennis
| Paralympiër | Onderdeel                | Resultaat | Prestatie |
| ----------- | ------------------------ | --------- | --------- |
| Y. Alloo    | Individueel Klasse C (v) | Goud      |           |